# Tin Kontrec
Tin Kontrec (* 9. September 1989 in Našice) ist ein kroatischer Handballspieler.

## Karriere
Tin Kontrec spielte zunächst in Kroatien für RK Bjelovar und RK Varteks Varaždin. 2015 unterschrieb er einen Vertrag beim kroatischen Verein RK Zagreb. Mit Zagreb gewann er bis 2019 jede Saison sowohl die Meisterschaft als auch den Pokal. Zudem spielte er alle vier Saisons mit Zagreb in der EHF Champions League. Im Sommer 2019 wechselte er zum deutschen Zweitligisten VfL Gummersbach. 2021 unterschrieb er einen Vertrag beim Erstligaaufsteiger TuS N-Lübbecke. Nach einer Saison stieg er mit Lübbecke in die 2. Bundesliga ab. Zur Saison 2025/26 wird er zum Ligakonkurrenten HSC 2000 Coburg wechseln.
Mit der kroatischen Nationalmannschaft belegte er bei der Weltmeisterschaft 2017 den 4. Platz. Auch bei der Europameisterschaft 2018 stand er im Kader und belegte mit Kroatien den 5. Platz, wobei er nur ein Spiel absolvierte. Bei den Mittelmeerspielen 2018 gewann er mit Kroatien die Goldmedaille.